# Everything is Awesome
«Everything is Awesome» (traducido en español como "Todo es increible" en Latinoamérica o "Todo es Fabuloso" en España) es una canción del año 2014 interpretada por las cantantes Tegan and Sara incluyendo a The Lonely Island. Fue escrita por Shawn Patterson, Joshua Bartholomew, Lisa Harriton y The Lonely Island. Fue producida por Shawn Patterson, Mark Mothersbaugh y Bartholomew. Es la canción principal de la película The Lego Movie.

## Video musical
El video musical está hecho por un niño de 6 años usando minifiguras de Lego, en el video musical también incluye stop motion y varias escenas de la película.

## Premios
| Año  | Ceremonia                           | Categoría                             | Resultado |
| ---- | ----------------------------------- | ------------------------------------- | --------- |
| 2014 | Hollywood Music in Media Awards     | Mejor canción original                | Ganador   |
| 2015 | Premios Óscar                       | Mejor canción original                | Nominado  |
| 2015 | Critics' Choice Movie Awards        | Mejor canción original                | Nominado  |
| 2014 | Houston Film Critics Society Awards | Mejor canción original                | Ganador   |
| 2015 | Satellite Awards                    | Mejor canción original                | Nominado  |
| 2014 | Iowa Film Critics                   | Mejor canción original                | Ganador   |
| 2015 | Phoenix Film Critics Society Awards | Mejor canción original                | Ganador   |
| 2015 | Grammy Awards                       | Mejor canción escrita de media visual | Nominado  |
| 2015 | Talk Film Society Awards            | Mejor canción original                | Ganador   |
| 2014 | Denver Film Critics Association     | Mejor canción original                | Ganador   |
| 2014 | Variety Artisans Award              | Mejor escritor de una canción         | Ganador   |